# Lisa Shaw (Gospelsängerin)
Lisa Shaw (* vor 1997 in London) ist eine britische Gospelsängerin.

## Leben
Lisa Shaw wurde als Tochter jamaikanischer Einwanderer in England geboren und arbeitete zunächst in der Londoner Musikszene als Studiomusikerin und Arrangeurin, trat live im Vorprogramm von Frank Nimsgern und Christoph Spendel auf und gab Konzerte unter anderem mit Pete York. Nach ihrem Umzug nach Deutschland brachte sie 1997 ihr Solo-Debüt Peace – Be Still im christlichen Musiklabel Felsenfest heraus. Produziert von Jochen Rieger erschien im folgenden Jahr das Konzeptalbum It's Gospel Time bei Schulte & Gerth, ein Gemeinschaftsprojekt mit den Gospelsängern Dwight Robson, David Thomas und Roy Johnson. Seither arbeitete Lisa Shaw mit weiteren Musikproduzenten der Szene wie Danny Plett, Johannes Nitsch, Helmut Jost und Michael Gundlach zusammen.
Lisa Shaw ist Mutter eines Sohnes.

## Diskografie
- Peace – Be Still. (Felsenfest, 1997)
- Christmas Colours. (Felsenfest)
- It's Gospel Time. (Lord Records, 1998)
- Happy Hour. (Migu Music, 1998)
- Gospel Fire. (Creative Kirche, 1999)
- Modern Gospel. (Janz Team Music, 2002)
- Gospel Highlights. (Gerth Music, 2003)
- I Am Loved. (Gerth Medien, 2012)

## Video
- Christmas Colours. (Konzertmitschnitt, Gedächtniskirche Berlin, 1996, ERF Medien)